# 白華れみ
白華 れみ（しらはな れみ、6月20日 - ）は、日本の女優・歌手。元宝塚歌劇団星組の娘役スター。
熊本県、熊本マリスト学園高等学校出身。身長163cm。愛称は「みき」、「れみ」。

## 来歴
2001年、宝塚音楽学校入学。
2003年、宝塚歌劇団に89期生として入団。月組公演「花の宝塚風土記／シニョール ドン・ファン」で初舞台。その後、月組に配属。
2005年の「BourbonStreet Blues」でバウホール公演初ヒロイン。
2006年の「暁のローマ」で新人公演初ヒロイン。入団4年目での抜擢となった。
2008年1月15日付で花組へと組替え。同年、真飛聖・桜乃彩音トップコンビ大劇場お披露目となる「愛と死のアラビア」で、2度目の新人公演ヒロイン。
2010年の「BUND／NEON 上海」でバウホール公演ヒロイン。同年4月13日付で星組へと組替え。同年の「リラの壁の囚人たち」（バウホール・日本青年館公演）で、東上公演初ヒロイン。
2012年8月5日、「ダンサ セレナータ／Celebrity」東京公演千秋楽をもって、宝塚歌劇団を退団。
退団後は舞台を中心に活動している。
2014年に結婚したことを自身のSNSで報告。

## 宝塚歌劇団時代の主な舞台

### 初舞台
- 2003年4 - 5月、月組『花の宝塚風土記（ふどき）』『シニョール ドン・ファン』（宝塚大劇場）

### 月組時代
- 2003年6 - 8月、『花の宝塚風土記（ふどき）』『シニョール ドン・ファン』（東京宝塚劇場）
- 2003年9月、『なみだ橋 えがお橋』（バウホール・日本青年館）
- 2003年11 - 2004年3月、『薔薇の封印』
- 2004年4 - 5月、『ジャワの踊り子』（全国ツアー） - 召使い
- 2004年6 - 10月、『飛鳥夕映え』 - 瑪瑙（子供時代）『タカラヅカ絢爛II』
- 2005年2 - 5月、『エリザベート』 - 新人公演：黒天使
- 2005年7月、『BourbonStreet Blues』（バウホール） - シンシア バウ初ヒロイン[2][1]
- 2005年9 - 12月、『JAZZYな妖精たち』 - ジーニー、新人公演：パトリック（子供時代）（本役：夏月都）『REVUE OF DREAMS』
- 2006年2 - 3月、『Young Bloods!!-Sparkling MOON-』（バウホール） - REMI バウWSヒロイン
- 2006年5 - 8月、『暁（あかつき）のローマ』 - 新人公演：ポルキア（本役：彩乃かなみ）『レ・ビジュー・ブリアン』 新人公演初ヒロイン[1][2][7]
- 2006年10月、『あかねさす紫の花』 - 小月／プロローグの歌手『レ・ビジュー・ブリアン』（全国ツアー）
- 2007年1 - 4月、『パリの空よりも高く』 - ドリー、新人公演：ブランジュ（本役：美鳳あや）『ファンシー・ダンス』 トリプルエトワール
- 2007年5 - 6月、『ダル・レークの恋』（全国ツアー） - ビーナ
- 2007年8 - 11月、『MAHOROBA』『マジシャンの憂鬱』 - 新人公演：マレーク（本役：城咲あい）
- 2007年12 - 2008年1月、『A-“R”ex』（ドラマシティ・日本青年館） - スタア（スタテイラ）

### 花組時代
- 2008年5 - 8月、『愛と死のアラビア』 - サミーラ、新人公演：アノウド（本役：桜乃彩音）『Red Hot Sea』 新人公演ヒロイン[1][2][8]
- 2008年9 - 10月、『外伝 ベルサイユのばら-アラン編-』 - スザンヌ『エンター・ザ・レビュー』（全国ツアー）
- 2009年1 - 3月、『太王四神記』 - メファ／フォゲ（少年）、新人公演：スジニ（本役：愛音羽麗）
- 2009年5月、『哀しみのコルドバ』 - ソニア『Red Hot SeaII』（全国ツアー）
- 2009年7月、『フィフティ・フィフティ』（バウホール） - クララ バウWヒロイン
- 2009年9 - 10月、『外伝 ベルサイユのばら-アンドレ編-』 - イザベラ、新人公演：カロンヌ夫人（本役：高翔みず希）『EXCITER!!』（宝塚大劇場）
- 2009年10 - 11月、『外伝 ベルサイユのばら-アンドレ編-』 - イザベラ『EXCITER!!』（東京宝塚劇場）
- 2010年1月、『BUND／NEON 上海』（バウホール） - ミシェル・トラヴァース バウヒロイン[2]
- 2010年3 - 4月、『虞美人』（宝塚大劇場のみ） - 戚／青青

### 星組時代
- 2010年5月、『リラの壁の囚人たち』（バウホール・日本青年館） - ポーラ・モラン 東上初ヒロイン[2]
- 2010年7 - 8月、『ロミオとジュリエット』（梅田芸術劇場・博多座） - 乳母[2]
- 2010年10 - 12月、『宝塚花の踊り絵巻』『愛と青春の旅だち』 - リネット
- 2011年1 - 2月、『メイちゃんの執事』（バウホール・日本青年館） - 本郷詩織（ルチア）[2]
- 2011年4 - 7月、『ノバ・ボサ・ノバ』 - ブリーザ『めぐり会いは再び』 - リゼット
- 2011年8 - 9月、『ノバ・ボサ・ノバ』 - ブリーザ『めぐり会いは再び』 - リゼット（博多座・中日劇場）
- 2011年11 - 2012年2月、『オーシャンズ11』 - クィーン・ダイアナ
- 2012年3 - 4月、柚希礼音スペシャル・ライブ『REON!!』（ドラマシティ・日本青年館）
- 2012年5 - 8月、『ダンサ セレナータ』 - アンジェリータ『Celebrity』 退団公演、エトワール[2]

### 出演イベント
- 2004年10月、第45回『宝塚舞踊会』
- 2004年12月、彩輝直バウ・パフォーマンス『熱帯夜話』
- 2006年9月、TCAスペシャル2006『ワンダフル・ドリーマーズ』
- 2007年9月、TCAスペシャル2007『アロー!レビュー!』
- 2008年3月、大空祐飛ディナーショー『SORA-空の奇跡-』
- 2008年12月、タカラヅカスペシャル2008『La Festa!』
- 2009年12月、タカラヅカスペシャル2009『WAY TO GLORY』
- 2011年4月、『ノバ・ボサ・ノバ』前夜祭
- 2011年12月、タカラヅカスペシャル2011『明日に架ける夢』

## 宝塚歌劇団退団後の主な活動

### 舞台
- 2013年9月、『サクラ大戦奏組〜薫風のセレナーデ〜』（天王洲 銀河劇場） - 紫
- 2013年11月、『音楽劇赤毛のアン』（東京国際フォーラム） - 大人のアン
- 2014年10月、『道化の瞳』（シアタークリエ）
- 2014年12月、『ファンタシースターオンライン2 -ON STAGE-』（青山劇場）
- 2014年12月、ミュージカル座公演 ミュージカル『タイム・フライズ』（シアター1010） - 板岡ひとみ

## 受賞歴
- 2012年、『宝塚歌劇団年度賞』 - 2011年度努力賞